# Foros de Arrão
Foros de Arrão ist eine Gemeinde (Freguesia) im portugiesischen Kreis Ponte de Sor. In ihr leben 811 Einwohner (Stand 19. April 2021).